# Ena montana
Ena montana е вид коремоного от семейство Enidae.

## Разпространение
Видът е разпространен в Австрия, Албания, Андора, Белгия, България, Великобритания, Германия, Гърция, Естония, Испания, Италия, Латвия, Литва, Лихтенщайн, Люксембург, Полша, Румъния, Словакия, Словения, Украйна, Унгария, Франция, Хърватия, Чехия, Швейцария и Швеция.